# Sambass
Sambass – gatunek muzyczny, powstały w pierwszej dekadzie XXI wieku w Brazylii.
Jego nazwa jest połączeniem słów drum and bass oraz samba – odzwierciedla charakter gatunku łączący szybkie perkusyjne beaty z tradycyjną muzyką tamtego regionu, zwłaszcza sambą.
Przedstawiciele gatunku to m.in.: DJ Marky, DJ Patife, Marcelinho da Lua.